# Lethrus ciskungesicus
Lethrus ciskungesicus is een keversoort uit de familie mesttorren (Geotrupidae). De wetenschappelijke naam van de soort werd in 2001 gepubliceerd door Nikolajev.